# 潮匡人
潮 匡人（うしお まさと、1960年〈昭和35年〉3月 - ）は、日本の評論家、軍事ジャーナリスト、航空自衛官。帝京大学短期大学人間文化学科准教授、防衛庁広報誌「日本の風」（通巻6号で休刊）編集長。

## 略歴
京都府立鴨沂高等学校を経て、早稲田大学法学部卒業（在学中は雄弁会幹事長を務める）。同大学院法学研究科修士課程修了、TBSテレビ報道制作部契約社員を経て、1983年、航空自衛隊に入隊（防衛大学校27期相当）。
航空教育隊区隊長、第8航空団修理隊計器小隊長、第304飛行隊付幹部、航空中央業務隊付（市ヶ谷駐屯地、航空幕僚監部法務課）、航空総隊司令部（総務課法務班兼防衛課防衛1班）、防衛庁長官官房広報課（広報誌「セキュリタリアン」編集長）等を歴任。1994年、三等空佐で退官。
退官後、クレスト社（倒産し現存しない）に入社、書籍編集部副編集長を務める。同社退社後は国際研究奨学財団(現・東京財団)顧問、社会基盤研究所客席研究員などのシンクタンク勤務、2000年聖学院大学政治経済学部コミュニティ政策学科専任講師、同大学総合研究所特任研究員兼非常勤講師を経て、2006年帝京大学短期大学准教授。
2006年6月、八木秀次が設立した「日本教育再生機構」に参加。代表委員・設立発起人の一人。2007年12月に設立された国家基本問題研究所に評議員として参加。「21世紀の日本と憲法」有識者懇談会代表委員。
2010年12月から2011年6月まで、宇都隆史参議院議員の政策秘書を務めた。
2012年8月29日、安倍晋三が前日に森喜朗を訪ね、自民党総裁選への出馬の意向を伝えたことが報道で明らかとなった。同年9月5日、三宅久之、長谷川三千子、金美齢など保守系の著名人28人は「安倍晋三総理大臣を求める民間人有志の会」を発足させ、安倍の事務所に赴き、出馬要請をした。その後、潮もグループに加入し、メンバーは計37人となった。9月26日、総裁選が実施され、安倍が当選した。

## 人物・主張
- 『諸君!』や『正論』、『SAPIO』などのオピニオン誌上で、日本の防衛意識、危機管理意識の低さを指摘し、「軍事学」の必要性を主張している。小林よしのり編集の季刊誌『わしズム』に「若者の軍事学」を連載していた。
- 2006年12月2日付の産経新聞のコラムにおいて、日本の学校給食制度に対する批判を行った[8]。
- 2008年8月6日付の産経新聞のコラムにおいて、福田康夫改造内閣発足時の閣僚初会見で、町村信孝以外の閣僚が国旗に敬礼しなかったことを非難した[9]。
- 1937年に発生したとされる南京事件については、日本軍による虐殺行為は無かったとする立場を取る[10]。
- 2013年5月28日に新しい歴史教科書をつくる会が主催した「『河野談話』の撤廃を求める緊急国民集会」にて、慰安婦問題について、「sex slave（性的奴隷）の常識化だけは、わが国として絶対に防がねばならない」と主張した[11]。
- ポリティカル・コレクトネスを「言葉狩り」とアンサイクロペディアの内容を引用し主張[12]。アンサイクロペディアを引用したことについてあらゆる物が主観で書かれていると説明、またアンサイクロペディアを引用したと記事に書かれた事は産経新聞の校正の結果であるとした[13]。

## 縁戚
- 大伯父に連合艦隊参謀長を務めた海軍中将の草鹿龍之介[14]、曽祖父の弟に内務大臣や枢密院副議長を務めた潮恵之輔がいる[15]。
- 2男1女の父。二木啓孝との対談で「長男は小さなIT企業経営で私より稼いでいます。次男は警察官、娘は防衛大学校の2年生です。」と述べている[16]。

## 著作

### 単著
- 『最後の理性』（2000年、四谷ラウンド）
- 『アメリカが日本を捨てる日』（2000年、講談社）
- 『皆殺し複眼書評　―24のテーマでベストセラーを斬る―』（2000年10月、四谷ラウンド、ISBN 9784946515569）
- 『長野県民は知らない田中知事の「真実」』（2001年、小学館文庫）
- 『テロの脅威が日本を襲う』（2001年、PHP研究所）
- 『北朝鮮の脅威を見ない人たち』（2003年、小学館文庫）
- 『常識としての軍事学』（2005年、中公新書ラクレ）-「わしズム」に連載された「若者の軍事学」
- 『憲法九条は諸悪の根源』（2007年、PHP研究所）
- 『司馬史観と太平洋戦争』（2007年、PHP新書）
- 『やがて日本は世界で「80番目」の国に堕ちる』（2008年12月、PHP研究所、ISBN 9784569700533）
- 『日本を惑わすリベラル教徒たち』（2009年、産経新聞出版）
- 『日本人として読んでおきたい保守の名著』（2011年9月、PHP研究所、ISBN 9784569800073）
- 『「反米論」は百害あって一利なし』（2012年12月、PHP研究所、ISBN 9784569809847）
- 『日本人が知らない安全保障学』（2014年4月、中央公論新社、ISBN 9784121504906）
- 『ウソが栄えりゃ、国が亡びる　―間違いだらけの集団的自衛権報道―』（2014年10月、ベストセラーズ、ISBN 9784584135983）
- 『護憲派メディアの何が気持ち悪いのか』（2015年9月15日、PHP研究所、ISBN 9784569827247）
- 『そして誰もマスコミを信じなくなった　―共産党化する日本のメディア―』（2016年9月22日、飛鳥新社、ISBN 9784864105118）
- 『日本の政治報道はなぜ「噓八百」なのか』PHP新書 2017
- 『安全保障は感情で動く』文春新書 2017
- 『誰も知らない憲法9条』新潮新書 2017.7

### 共著
- 『超日本国憲法』（斎藤貴男・鈴木邦男、林信吾共著、2007年、講談社）
- 『自衛隊はどこまで強いのか』（田母神俊雄共著、2009年、講談社+α新書）
- 『尖閣激突　―日本の領土は絶対に守る―』（山田吉彦共著、2012年11月、扶桑社、ISBN 9784594067212）
- 『日本の国益　―野蛮・中国に勝つための10の論点―』（西村幸祐、河添恵子、いしゐのぞむ、イリハム・マハムティ、オルホノド・ダイチン、ペマ・ギャルポ、黄文雄、石平共著、2012年12月、幸福の科学出版、ISBN 9784863952898）
- 『日本を嵌める人々　―わが国の再生を阻む虚偽の言説を撃つ―』（渡部昇一・八木秀次共著、2013年9月、PHP研究所、ISBN 9784569814599）